# Солнечный сельсовет (Алтайский край)
Солнечный сельсовет — муниципальное образование со статусом сельского поселения и административно-территориальное образование в Первомайском районе Алтайского края России. Административный центр — село Солнечное.

## Население
| 1997 | 1998 | 1999 | 2000 | 2001 | 2002 |
| ---- | ---- | ---- | ---- | ---- | ---- |
| 255  | ↗304 | ↘277 | ↘253 | ↗326 | ↗408 |
| 2003 | 2004 | 2005 | 2006 | 2007 | 2008 |
| ↘373 | ↗423 | ↗427 | ↗431 | ↗442 | ↗476 |
| 2009 | 2010 | 2011 | 2012 | 2013 | 2014 |
| →476 | ↘388 | →388 | ↗450 | ↗477 | ↗506 |
| 2015 | 2016 | 2017 | 2018 | 2019 | 2020 |
| ↗522 | ↗525 | ↗539 | ↗565 | ↗588 | ↗620 |
| 2021 |      |      |      |      |      |
| ↗634 |      |      |      |      |      |

По результатам Всероссийской переписи населения 2010 года, численность населения муниципального образования составила 388 человек, в том числе 184 мужчины и 204 женщины.

## Состав сельского поселения
В состав сельского поселения входит один населённый пункт — село Солнечное.